# المرحلة الأولى في تصفيات إفريقيا لكأس العالم 2010
هذه الصفحة توفر ملخصات للدور الأول من تصفيات قارة أفريقيا ضمن تصفيات بطولة كأس العالم لكرة القدم 2010 وكأس الأمم الأفريقية لكرة القدم 2010 .

## الطريقة
تم تحديد خمس مباريات على طريقة إخراج المغلوب من مباراتي الذهاب والإياب بين أسوأ عشر منتخبات أفريقية في تصنيف الاتحاد الدولي لكرة القدم حسب تصنيف يوليو 2007 . أجريت القرعة في مقر الاتحاد الأفريقي لكرة القدم وأسفرت عن :
- مدغشقر * جزر القمر
- الصومال * سوازيلند
- ساو تومي وبرينسيبي * جمهورية أفريقيا الوسطى
- سيراليون * غينيا بيساو
- سيشيل * جيبوتي

قرر ساو تومي وبرينسيبي وجمهورية أفريقيا الوسطى الانسحاب في سبتمبر وبالتالي تم تأهيل أفضل المنتخبات العشر وهما سيشيل وسوازيلند إلى الدور الثاني وفي المقابل تم اتخاذ قرار بأن يلعب الصومال وجيبوتي في مواجهة بعضهما بدلا من المتأهلان . المباراة لعبت من جولة واحدة في جيبوتي حيث أن الاتحاد الدولي لكرة القدم منع إقامة أي مباريات دولية في الصومال بسبب عدم استتاب الأمن بينما لعبت المواجهتين من مباراتي الذهاب والإياب .

## المباريات
| مدغشقر                                                                                           | 6 – 2  | جزر القمر                              |
| ------------------------------------------------------------------------------------------------ | ------ | -------------------------------------- |
| فانيفا إما أندريانتسيما 30'، 40'، 49' (ركلة.)، 57' · ريجا راكوتومانديمبي 65' · جان تسارالازا 79' | Report | داود ميدتادي 6' · إبور بكر 53' (ركلة.) |

| جزر القمر | 0 – 4  | مدغشقر                                                                        |
| --------- | ------ | ----------------------------------------------------------------------------- |
|           | Report | لالاينا نومينجاناهاراي 38'، 52' · ريجا راكوتومانديمبي 62' · هوبيرت روبسون 74' |

فازت مدغشقر 10-2 في مجموع المباراتين وتأهلت إلى الدور الثاني .
| جيبوتي         | 1 – 0  | الصومال |
| -------------- | ------ | ------- |
| حسين ياسين 84' | Report |         |

تأهلت جيبوتي إلى الدور الثاني . لعبت المواجهة من مباراة واحدة لأن الصومال ممنوعة من خوض مبارياتها على أرضها بسبب عدم استتاب الأمن .
| سيراليون       | 1 – 0  | غينيا بيساو |
| -------------- | ------ | ----------- |
| كولاي كونت 15' | Report |             |

| غينيا بيساو | 0 – 0  | سيراليون |
| ----------- | ------ | -------- |
|             | Report |          |

فاز سيراليون 1-0 في مجموعة المباراتين وتأهل إلى الدور الثاني .

## الهدافون
تم تسجيل 14 هدف في 5 مباريات بمعدل 2.80 هدف في المباراة الواحدة .
4 أهداف
- فانيفا إما أندريانتسيما

هدفين
| - لالاينا نومينجاناهاراي | - ريجا راكوتومانديمبي |  |

هدف واحد
| - إبور بكر - داود ميدتادي | - حسين ياسين - هوبيرت روبسون | - جان تسارالازا - كولاي كونت |